# Conchucos
Conchucos (Conchucos en castellà, Kunchuku en quítxua) és una zona del Perú i el nom d'una ètnia que hi habita. Es troba entre la Serralada Blanca i el canó del riu Marañon i fins i tot fins a la divisòria d'aigües Marañon, Huallaga.